# HMS Belfast (C35)
«Белфаст» (C35) (англ. HMS Belfast (C35) — військовий корабель, легкий крейсер типу «Таун» (1936) Королівського військово-морського флоту Великої Британії за часів Другої світової війни. Свою назву отримав на честь столиці Північної Ірландії — міста Белфаст.
«Белфаст» був закладений 10 грудня 1936 на верфі компанії Harland and Wolff у місті Белфаст. 5 серпня 1939 увійшов до складу Королівських ВМС Великої Британії. На початковій фазі Другої світової війни у листопаді 1939 року крейсер отримав серйозні пошкодження у наслідок підриву на німецькій морській міні, тому два роки перебував на ремонті. Згодом брав активну участь у бойових діях, супроводжував арктичні конвої, бився в бою біля Нордкапа та підтримував висадку військ в операції «Нептун». Після війни крейсер взяв участь у Корейській війні. 24 серпня 1963 корабель був виведений до резерву британського флоту.
21 жовтня 1971 крейсер був відкритий для відвідувачів як корабель-музей Лондонського Імперського воєнного музею на річці Темза, біля Тауерського мосту.

## Дизайн і конструкція

### Загальні дані

#### Проектування
«Белфаст» належав до крейсерів підтипу «Единбург» — третьої серії британських легких крейсерів «Таун» (1936), що стали відповіддю Британського адміралтейства на появу важких крейсерів типу «Могамі» в Імперському флоті Японії, які при стандартній водотоннажності 9 500 дов. тонн мали 15 155-мм гармат головного калібру, 100 мм бортовий пояс і захист артилерійських льохів товщиною в 140 мм. При цьому японці декларували, що стандартна водотоннажність крейсері цього типу становить всього 8 500 дов. тонн. Формально ці крейсери вважалися легкими, але за міццю вони виявлялися порівняно важкими.
Після довгих розмірковувань щодо адекватної відповіді кораблебудівники Об'єднаного Королівства вирішили не збільшувати до 16 гармат оснащення крейсерів типу «Таун» корабельною артилерією головного калібру, а нарешті зупинились на варіанті озброєння чотирма тригарматними баштами 152-мм гармат BL 6 inch Mk XXIII, хоча і поліпшеної конструкції, що дозволило скоротити обслугу і збільшити швидкість подачі боєприпасів. За рахунок економії ваги «Белфаст» та однотипного корабля «Единбург» отримали посилену броньову палубу, чотири додаткових 102-мм зенітних гармати, при цьому між ними розмістили легко броньовані укриття для обслуги, восьмиствольний «пом-пом».
Гроші на будівництво крейсера виділили у травні 1936 року, але ще півроку тривала переробка проекту. Розробники корабля зменшили артилерійські льохи, внаслідок чого вдалося скоротити корпус і зменшити довжину броньового корпусу. Всі важливі пости керування перенесли під захист пояса і бронепалуби. Збільшили товщину палубної броні, а артилерійські льохи отримали «коробчастий» броньовий захист. Крім цього, збільшені обсяги корпусу дозволили збільшити запас палива до 2400 тонн (замість 2060 тонн на «Саутгемптон»)
«Белфаст» виявився ювілейним замовленням верфі, отримавши стапельний номер № 1 000, через що крейсер виявився у центрі підвищеної уваги з боку преси і громадськості. Крейсер був спущений на воду в День святого Патрика — 17 березня 1938 року, а хрещеною матір'ю нового корабля стала леді Невілл Чемберлен — дружина чинного прем'єр-міністра. Однотипний «Единбург» спустили на воду 31 березня 1938 року а ввели в дію на місяць раніше однотипного корабля — 6 липня 1939 року. «Белфаст» був введений у дію 3 серпня.

#### Конструкція крейсера
Корпус крейсера мав класичну півбакову конструкцію з похилим форштевнем і крейсерською кормою. Обводи характерні для британської школи кораблебудування: округлі скули корпусу з характерним зламом. Півбак займав близько 45 % загальної довжини корпусу. При будівництві корабля активно використовувалося зварювання, обшивка крейсера клепана. Корпус ділився водонепроникними перебірками на 15 відсіків. По всій довжині судна було розміщено подвійне дно, а в районі льохів — потрійне. Палуба була вкрита твердим деревом — різновидом тику. Нижній ярус носової надбудови корабля, включаючи ангар для гідролітаків по ширині доходив до борту корабля.
Корпус «Белфаста» мав загальну довжину між перпендикулярами — 187 м, бімс — 19,8 м та осадку до 6,89 м. Водотоннажність бойового корабля становила: стандартна — 10 550 та повна — 13 175 довгих тонн відповідно.
Головна енергетична установка крейсера становила чотири триколекторні адміралтейські котли з пароперегрівником і чотири одноступінчатих турбозубчатих редуктори Parsons. Схема розташування установки — ешелонна. Котли були розташовані в двох котельних відділеннях попарно. Робочий тиск пари — 24,61 кг/см2, робоча температура — +343 °C, нормальний час підготовки корабля до походу — 4 години. Турбозубчаті агрегати (ТЗА) розташовувалися у двох машинних відділеннях. Кожен ТЗА складався з двох турбін високого і низького тиску, які працювали на один редуктор.
Проектна потужність силової установки становила 80 000 к.с., при частоті обертання 350 об/хв., що мало забезпечити максимальну швидкість ходу (при повному навантаженні) в 32,98 вузли (59 км/год). Запас палива зберігався у паливних танках, ємністю 2 400 тонни мазуту, що забезпечувало дальність плавання 12 200 миль (22 590 км) 12-вузловим ходом (22,2 км/год) або 8 664 миль (16 046 км) 13-вузловим ходом (24 км/год). Дальність плавання на повному ході становила 2 900 миль (5 370 км). Екіпаж корабля становив 781—881 офіцер та матрос (у разі використання крейсера в ролі флагманського корабля).

Схема парового котла легкого крейсера «Белфаст» (C35) Королівського військово-морського флоту Великої Британії:
1. Днище
2. Повітряний колектор
3. Паливні форсунки
4. Колектор пароперегрівника
5. Вихід пари, що перегрілась (до парової машини)
6. Вихід пари, що насичена до пароперегрівника
7. Колектор котла
8. Подача води
9. Труби котла
10. Труби пароперегрівника
11. Фундамент

Крейсер мав дві незалежні електричні системи — змінного і постійного струму. Основна силова система напругою 220 В постійного струму використовувалася для освітлення, приводу вентиляторів, силових електродвигунів, опалення. Мережа змінного струму живила гірокомпас, систему управління вогнем, радіоустаткування і «АСДІК».
Електроенергію виробляли два турбогенератори потужністю по 350 кВт і один в 400 кВт. Мережу постійного струму живили два дизель-генератора потужністю по 300 кВт; третій (50 кВт) використовувався, як аварійний. Аварійне освітлення працювало від акумуляторних батарей.

### Озброєння
Корабельна артилерія головного калібру (ГК) крейсера «Белфаст»: дванадцять 152-мм гармат BL 6 inch Mk XXIII з довжиною ствола 50 калібрів у потрійних корабельних баштах типу Mk.XXIII: 'A', 'B', 'X', та 'Y'. Усі три гармати в башті розташовувалися в індивідуальних колисках. Середню гармату артилерійської башти було віднесено на 76 см назад для того, щоб запобігти впливу на снаряди порохових газів із сусідніх стволів. Башти розміщувалися по центральній осі корабля та утворювали дві передні й дві кормові вогневі позиції. Найнижчім підбаштовим відділенням був зарядний льох. Звідти кордитові картузи піднімалися вгору по трьох подавальних трубах за допомогою нескінченного ланцюга з гідроприводом. Внизу заряди завантажувалися обслугою вручну. Снарядний льох розташовувався над зарядним. Снаряди подавалися наверх за допомогою обертового кільця і двох елеваторів.
Максимальна дальність стрільби при куті піднесення +45° становила 23 300 м. Діапазон кутів, при яких проводилось заряджання гармат — від −5 до 12,5°. Гармати мали швидкострільність до 8 пострілів на хвилину, але процес залежав від швидкості подачі снарядів підйомниками. Боєзапас становив 2 862 пострілів на ствол (1 384 — бронебійних, 960 — фугасних, 474 — практичних та 44 — навчальних). Живучість ствола — до 1 100—2 200 пострілів.
Допоміжне артилерійське озброєння корабля включало дванадцять 102-мм універсальних гармат QF 4 inch Mk XVI з довжиною ствола у 45 калібрів у шести спарених палубних установках Mk.XIX. Максимальний кут піднесення +85°. Маса снаряда 15,88 кг, дальність стрільби при куті піднесення 45° становила 18 150 м, досяжність по висоті — 11 890 м, швидкострільність — 12-15 пострілів на хвилину. Живучість ствола — до 1 800 пострілів. Боєзапас гармат становив 2 400 снарядів, з яких 2000 — фугасних та 400 — освітлювальних.
| Характеристика артилерійського озброєння крейсера «Белфаст» |                 |               |               |                     |
|                                                             | 152-мм Mk XXIII | 102-мм Mk XVI | 40-мм Mark II | 12,7-мм Vickers .50 |
| Вага артилерійської системи (кулеметної установки), кг      | 7 017           | 2 039         | 249           | 25,4                |
| Довжина артилерійської системи (кулеметної установки), кал. | 50              | 45            | 39            | 62                  |
| Довжина артилерійської системи (кулеметної установки), мм   | 7 869           | 4 839         | 2 438         | 890                 |
| Довжина ствола, мм                                          | 7 620           | 4 572         | 1 575         | 790                 |
| Найбільший/найменший кут піднесення, град                   | +45/-5          | +80/-10       | +80/-5        | +70/-10             |
| Максимальна далекобійність, м                               | 22 400          | 18 150        | 3 475         | 4 570               |
| Початкова швидкість снаряду, м/с                            | 841             | 811           | 585           | 768                 |
| Швидкострільність, постр./с                                 | 6-8             | 15-20         | 100-200       | 150-200             |

Зенітне озброєння складалося з комплексу автоматичних зенітних гармат та кулеметів, а саме 16-ти 40-мм автоматичних зенітних гармат Mark II, так званих «пом-пом», та восьми 12,7-мм зенітних кулеметів Vickers .50.
Торпедне озброєння складалося з двох тритрубних 21-дюймових (533-мм) торпедних апаратів TR-IV, що розташовувалися на верхній палубі по бортах у середній частині корпусу. Боєкомплект на крейсері становив 12 торпед. Запасні торпеди розташовувались у приміщенні між апаратами, захищеному 16-мм сталевими плитами. «Белфаст» був одним з нечисленних капітальних кораблів періоду Другої світової війни, що застосував свою торпедну зброю в бою (у грудні 1943 року по «Шарнгорсту»). Торпедні апарати були демонтовані в ході капітальної модернізації 1955—1959 років.
Протичовнове озброєння есмінця складалося з сонара «ASDIC» та 21 глибинної бомби Mk VII, що скидалися спеціальним бомбоскидувачем.
На кораблі були розміщені три гідролітаки «Супермарін Валрус». Порохова катапульта D-1H була встановлена за носовою надбудовою в якій був розміщений ангар для літаків. Один гідролітак розміщувався на катапульті, інші два — в індивідуальних ангарах.
|                                    | 152-мм Mk XXIII | 102-мм Mk XVI | 40-мм Mark II | 40-мм L60 | 20-мм «Ерлікон» | 12,7-мм Vickers .50 |
| ---------------------------------- | --------------- | ------------- | ------------- | --------- | --------------- | ------------------- |

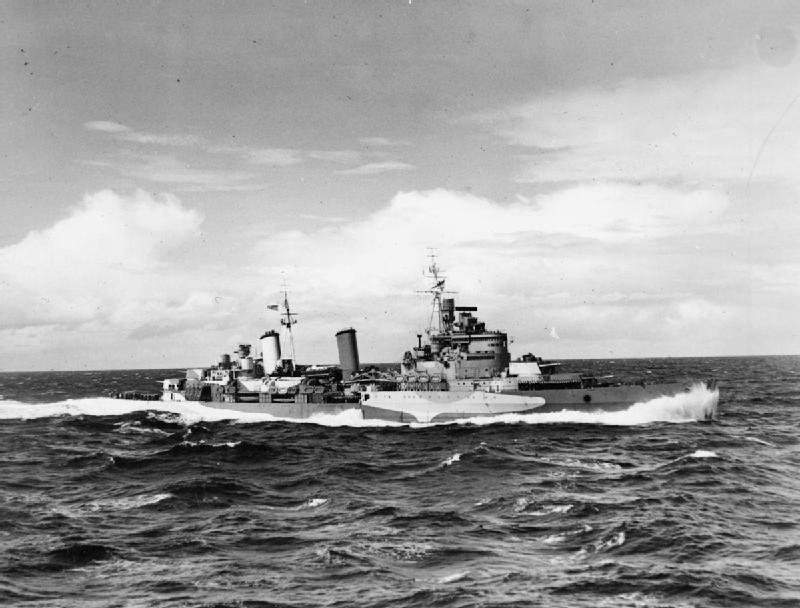
Крейсер «Белфаст» на поході. Друга світова війна

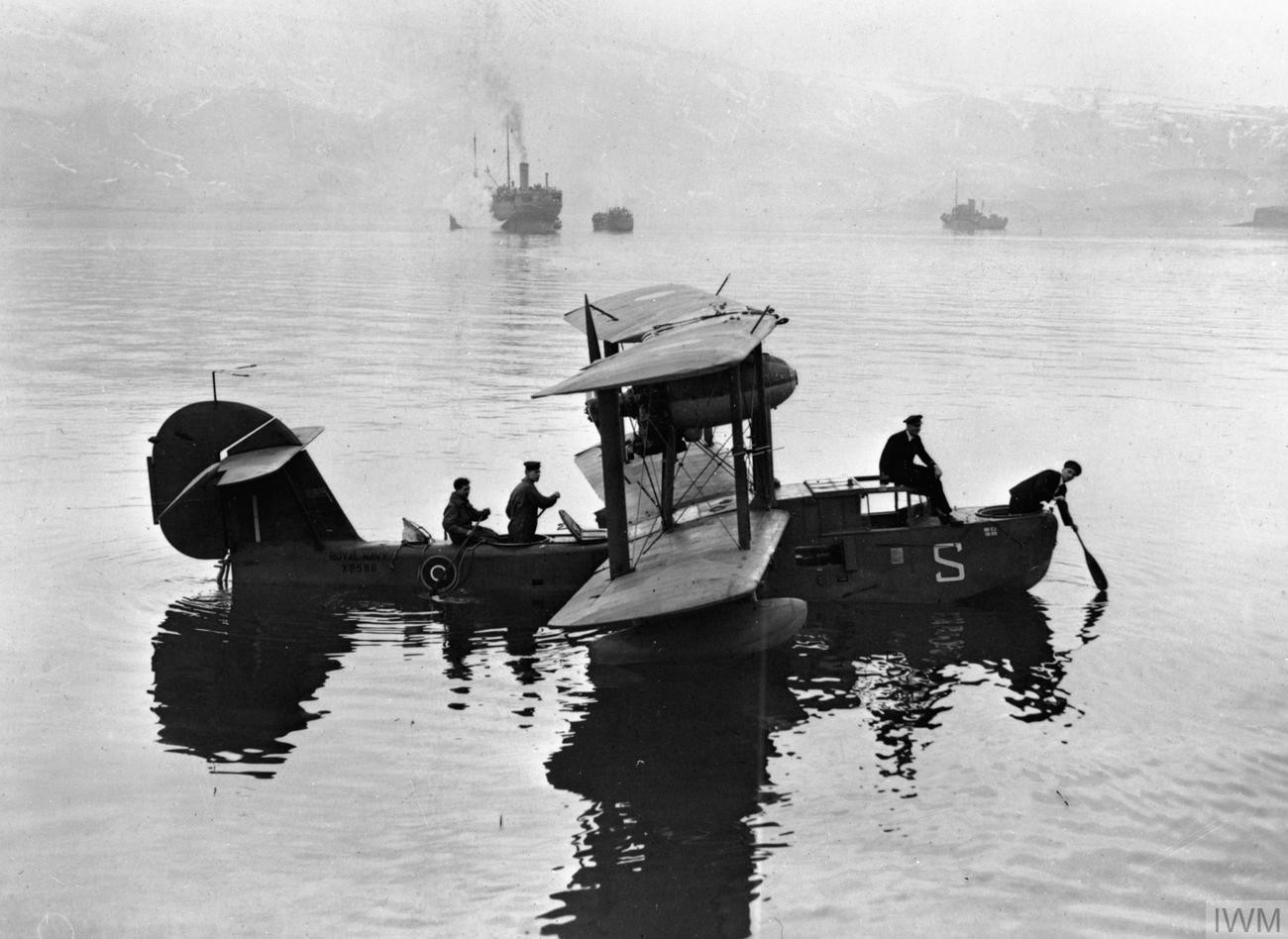
Гідролітак Supermarine Walrus з борту крейсера «Белфаста» у Хваль-фіорді, березень 1943

| Склад озброєння «Белфаст» по роках |                 |               |               |           |                 |                     |
| Вересень 1939                      | 4×3             | 6×2           | 2×8           | —         | —               | 2×4                 |
| Грудень 1942                       | 4×3             | 6×2           | 2×8           | —         | 4×1 5×2         | —                   |
| Травень 1944                       | 4×3             | 6×2           | 2×8           | —         | 10×1 4×2        | —                   |
| Травень 1945                       | 4×3             | 4×2           | 2×8 4×4 4×1   | —         | 2×1 5×2         | —                   |
| Серпень 1945                       | 4×3             | 4×2           | 2×8 4×4 4×1   | 5×1       | 2×1 3×2         | —                   |
| Травень 1959                       | 4×3             | 4×2           | —             | 6×2       | —               | —                   |

### Бронювання
Головний броньовий пояс «Белфаст» мав протяжність від 26-го по 238-й шпангоут і був завтовшки 114 мм. Він розміщувався на 910 мм нижче ватерлінії й доходив до головної палуби (в районі машинно-котельних відділень — до верхньої палуби). Палуба мала бронювання товщиною в 50 мм, а в місцях носових і кормових башт головного калібру, а також льохів боєзапасу її товщина була 76 мм. Бронювання башт головного калібру досягало 102 мм у лобовій частині, стінки мали захист у 50 мм. Поперечні траверси були однакової товщини — 63 мм, стерновий привід зверху захищався 50-мм головною палубою, а з боків — 25-мм коробом. Було посилено бронювання барбетів — тепер над палубою їх товщина з боку бортів склала 102 мм (51 + 51), а в ніс і корму — 51 мм (25 + 25). Лобові плити самих башт були завтовшки 102 мм, бортові — 51 мм.
Уся броня крейсера була гомогенною, нецементованою. Броньовані плити поясу кріпилися за допомогою болтів, палубні плити — за допомогою заклепок. При цьому в ніс від 66-го шпангоута, а в корму від 238-го — палубна броня кріпилася за допомогою зварювання.
Також протиосколкова броня товщиною від 6,5 до 16 мм широко використовувалася в конструкції надбудов. Укриття для обслуги 102-мм гармат прикривалися листами товщиною 16 мм, основи командно-віддалемірних постів і комунікаційні труби — 13 мм, перекриття та стіни рубок носової надбудови — 6,5 мм.
Загальна маса броні (за виключенням артилерійських башт) становила 18,6 % від стандартної водотоннажності, що було рекордним значенням серед британських крейсерів. У «Саутгемптон» вона рівнялась 17,7 %, у «Ліндер» — 11,7 %, у «Кент» — 10,25 %. У порівнянні з крейсерами попереднього підтипу «Саутгемптон» змінилась загальна схема захисту: 114-мм броньовий пояс став значно довше, що дозволило відмовиться від коробчастого бронювання льохів.
У цілому за бронезахистом крейсер «Белфаст» помітно перевершував не тільки попередні легкі крейсери типу «Таун», а й важкі крейсери типу «Каунті».

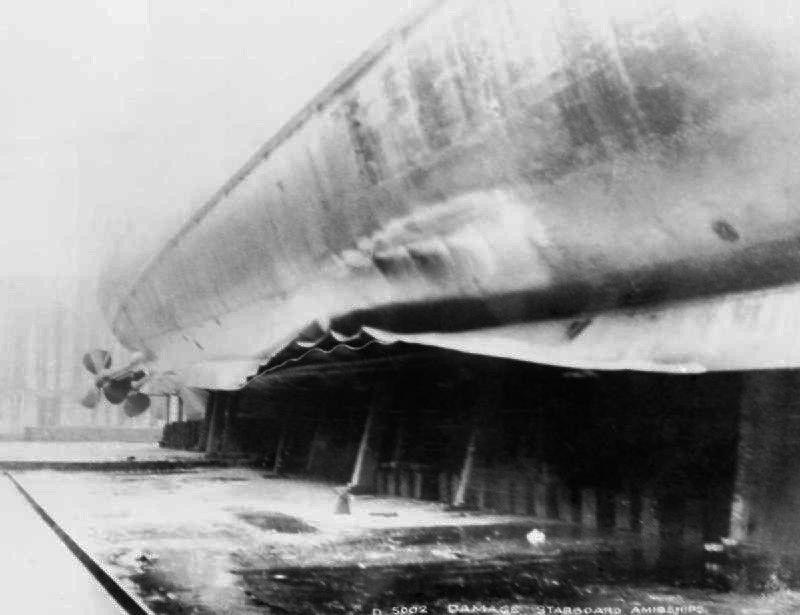
Наслідки пошкоджень, спричинених підривом крейсера «Белфаст» на магнітній міні 21 листопада 1939 року

## Служба

### 1939
3 серпня 1939 року легкий крейсер «Белфаст» включений до складу британського флоту, а 5 серпня введений до сил 2-ї ескадри Флоту Метрополії. 14 серпня новітній крейсер залучили до проведення морських навчань з умовною назвою операція «Гіппер», у яких «Белфаст» виконував роль німецького рейдера, що мав прорватися з Північного моря до Атлантики в обхід британських сил флоту. «Белфасту» вдалося, ризиковано маневруючи, прорватися крізь небезпечну протоку Пентленд-Ферт між Оркнейськими островами та Шотландією та втекти від сил, що переслідували його.
31 серпня 1939 року, напередодні Другої світової війни, крейсер був переведений до 18-ї ескадри флоту Метрополії, що базувалась у Скапа-Флоу, куди увійшли крейсери «Аврора», «Единбург» та «Шеффілд». О 11:40 3 вересня 1939 року з оголошенням війни Британією нацистській Німеччині радист крейсера отримав повідомлення про дозвіл на ведення бойових дій проти Третього Рейху.
8 вересня 1939 крейсер у складі групи кораблів британського флоту вийшов у море на перехоплення кораблів та суден ВМС Німеччини до Північно-західних підходів, зокрема британці намагались перехопити німецький лайнер SS «Європа» компанії Norddeutscher Lloyd, однак противник виявлений не був і група повернулась до бази.
25 вересня 1939 року «Белфаст» знову вийшов у море для проведення пошукової операції підводного човна «Сперфіш», у ході якої британський корабель атакував німецький літак, однак без пошкоджень та втрат для крейсера.
1 жовтня він знову вийшов на патрулювання зі Скапа-Флоу до Північного моря. Протягом тижня крейсер затримав для догляду декілька норвезьких риболовецьких суден, проте після перевірки вони відпускались. 9 жовтня 1939 крейсер «Белфаст» перехопив у Північній Атлантиці два кораблі — німецький лайнер Cap Norte (13 615 тонн) і норвезький суховантаж Tai Ying. Крейсер доставив німецький лайнер «Кеп Норт», що маскувався під нейтральне шведське судно «Анкона», до Шетландських островів, де естафету супроводження перейняв крейсери «Делі», а «Белфаст» повернувся в море на патрулювання.
12 жовтня він затримав шведське судно «Удденгольм» як призове, з яким у ніч з 13 на 14 жовтня повернувся до акваторії Скапа-Флоу. Той ночі, 14 жовтня 1939 року, «Белфаст» був одним з небагатьох британських кораблів, що стояли в бухті головної військово-морської бази Британського флоту в Скапа-Флоу на Оркнейських островах у Шотландії. Вночі туди прослизнув німецький підводний човен U-47, командир якого Гюнтер Прін, дав команду торпедувати лінкор «Роял Оак», що стояв на якірній стоянці, на якому в той час перебувала команда у кількості 1 234 людей. Внаслідок ураження торпедою 833 матроси та офіцери загинули або померли пізніше від ран.
Зранку 14 жовтня 1939 року «Белфаст» за наказом Адміралтейства терміново перевели до бази в Лох-Ів.
10 листопада «Белфаст» переведений до 2-ї ескадри флоту та вийшов у черговий патруль прилеглих північних вод. Ця група крейсерів формувала окреме ударне угруповання британських ВМС, що мало діяти на північ від Британських островів у разі загрози прориву німецького флоту та базувалась на військово-морській базі у Росайті.
О 10:58 21 листопада 1939 року крейсер разом з крейсером «Саутгемптон» та есмінцем «Афріді» виходили з бухти бази у Ферт-оф-Форт на проведення артилерійських навчальних стрільб і проходили вздовж острову Мей, коли стався вибух магнітної міни, яку встановив німецький підводний човен U-21 ще 4 листопада. У наслідок підриву в кільовій частині корабель зазнав серйозних пошкоджень, був знищений один з двигунів крейсера, та обладнання силових установок постраждало. 21 особа отримала поранення, одна людина згодом померла у шпиталі, ще 26 матросів зазнали незначних травм і поранень. Буксир «Крумен», що тягнув цілі для проведення стрільб у морі, негайно переключили на буксування постраждалого крейсера до Росайта для ремонту та відновлення. Комісія, що проводила розслідування обставин підриву крейсера, з'ясувала, що німецька донна магнітна мін вибухнула під корпусом корабля в районі 90 шпангоута. Внаслідок вибуху були затоплені відсіки з 66-го по 113-й шпангоут, у тому числі носове котельне відділення, льох боєзапасу зенітних снарядів, також вода надходила в носове машинне відділення. Експерти виявили сильну деформацію корпусу, руйнування кіля і його зміщення всередину по периметру від носової надбудови до першої димової труби. Була потрібна заміна половини шпангоутів корпусу корабля. Водночас, з висновками комісії, глибокий аналіз пошкоджень, що спричинив вибух, свідчив, що корпус, основне озброєння й оснащення корабля не зазнали критичних пошкоджень і підлягають відновленню.

### 1940—1942
З 4 січня 1940 року крейсер «Белфаст» був переведений у статус таких кораблів, що підлягають ремонту і відданий у розпорядження суднобудівельній компанії Rosyth Dockyard, а екіпаж переведений на інші кораблі флоту. Перша стадія ремонту тривала більше ніж півроку, й тільки 28 червня крейсер вийшов своїм ходом до Девонпорту, куди прибув 30 числа, де продовжились роботи щодо його модернізації.
У ході ремонтних робіт, корабель зазнав суттєвих змін та модифікацій, спрямованих на посилення його корпусу. Броньовий пояс був зміцнений, озброєння посилене новітніми зенітними установками Mark II. Більш того значно наростили зенітне озброєння крейсера: встановили додаткові 18 одиниць 20-мм швидкострільних автоматичних зенітних гармат «Ерлікон» у п'яти здвоєних та восьми поодиноких установках, демонтувавши 12,7-мм зенітні кулемети Vickers .50.
«Белфаст» також отримав додаткове оснащення управління та контролю ведення вогню артилерією головного та допоміжного калібру, а також зенітними засобами. Були встановлені радари різного призначення Type 273Q, 281, 282, 283, 284, 285 та інші.

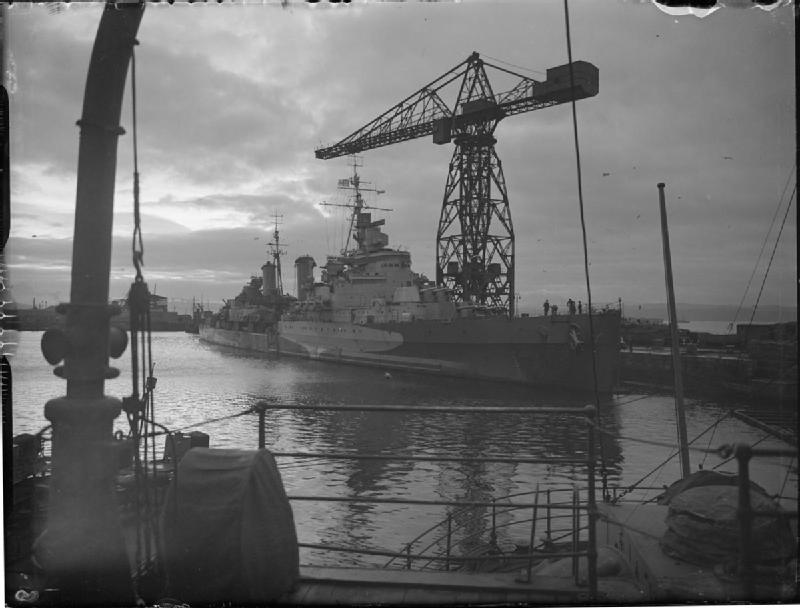
Крейсер «Белфаст» на ремонті в корабельному доці Росайта

Загалом ремонт крейсера тривав майже два роки в доках Англії. Нарешті 3 листопада 1942 року «Белфаст» вийшов на ходові випробування, а 8 грудня 1942 року повернувся до лав Королівського флоту Великої Британії.

### 1943
З прибуттям до складу флоту легкий крейсер «Белфаст» визначили флагманським кораблем 10-ї ескадри крейсерів, який очолював контрадмірал Роберт Барнетт. Основним завданням 10-ї ескадри було ескортування арктичних конвоїв до північних портів Радянського Союзу, що проводилось з британських баз у Шотландії та Ісландії. У червні 1943 року з озброєння крейсера зняли гідролітаки.
Впродовж 1943 року крейсер виконував завдання щодо організації та супроводу конвоїв і несення патрульної служби в арктичних водах.
15 лютого 1943 «Белфаст», очоливши оперативну групу флоту «R», яка забезпечувала прикриття конвою JW 53, що складався з 28 транспортних суден, вийшов з бухти Лох-Ю в Шотландії в напрямку на Ісландію. 18 числа увесь ескорт конвою зосередився в Акурейрі, але, через екстремально суворі погодні умови легкий крейсер «Шеффілд», що отримав пошкодження, змушено повернули назад до Англії, а його місце у похідному ордері зайняв крейсер «Норфолк». 21 лютого конвой JW 53 вийшов від берегів Ісландії в напрямку на Мурманськ. 26 лютого конвой досяг Кольської затоки. Кораблі противника зустрінуті протягом переходу не були. Німецька авіація зробила декілька млявих спроб атакувати транспортники з повітря, проте, тільки одне судно дістало незначних пошкоджень.

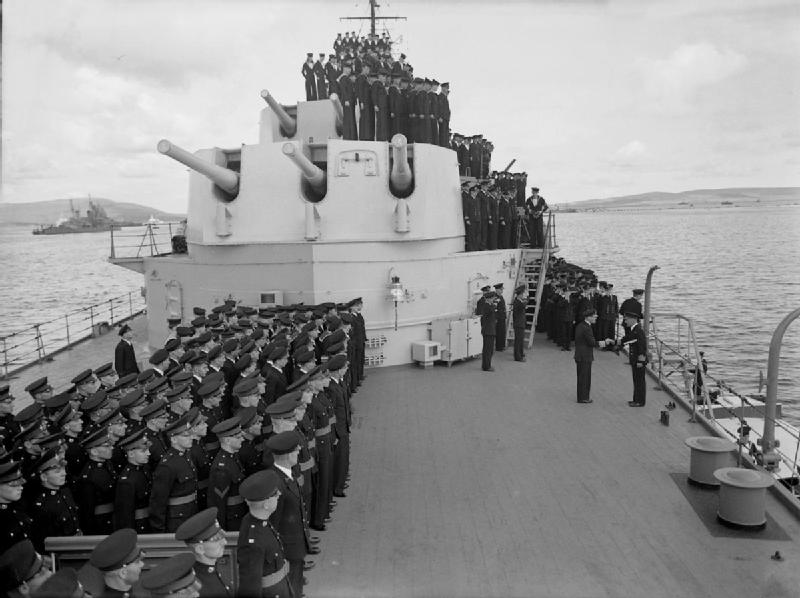
Офіційний візит на крейсер «Белфаст»…

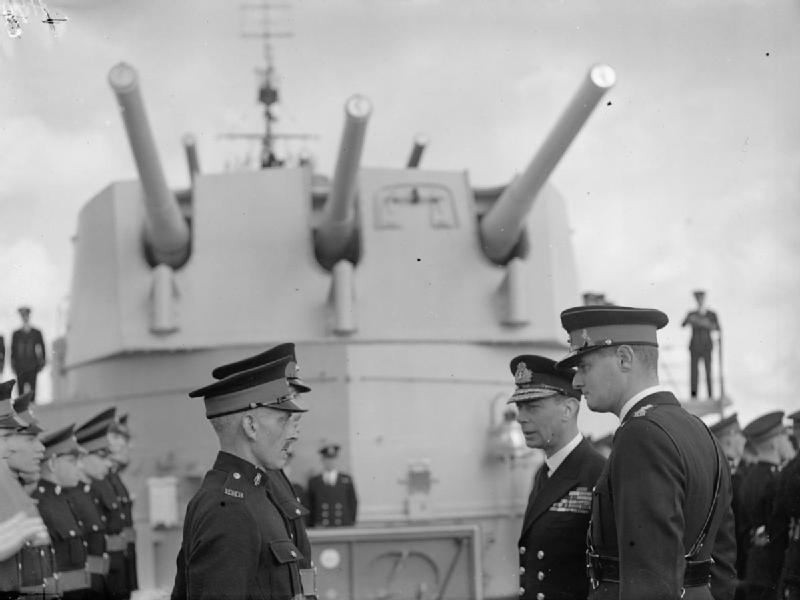
… Його Величності короля Георга VI

На початку березня 1943 року крейсер брав участь у прикритті конвою RA 53, що повертався з Росії до Скапа-Флоу. 26 травня 1943 крейсер узяв участь у прикритті мінних загороджувачів — операція SN-123B, а в червні залучався до прикриття мінних загороджувачів — операція SN-123C. У липні він увійшов до складу сил, що залучались до проведення демонстраційних дій з метою введення німецького командування в оману стосовно планів висадки союзників на Сицилію. Група кораблів британського та американського флотів проводила операції «Камера» та «Гувернер», що мали за мету прикувати увагу сил Вермахту до норвезького узбережжя та не дати противникові можливості перекинути свої сили з Північної Європи на Середземноморський театр війни. Після завершення цієї операції, 15 серпня 1943 року у бухті Скапа-Флоу крейсер відвідав Його Величність король Георг VI.
До жовтня 1943 року корабель продовжував брати участь у патрулюванні північних вод та супроводженні транспортних та вантажних суден. 4 жовтня він разом з лінкорами «Герцог Йоркський» та «Енсон» і американським важким крейсером USS «Тускалуза» прикривав вихід на операцію «Лідер» американського авіаносця USS «Рейнджер». Основним завданням американських пілотів палубної авіації було знищення німецьких бойових кораблів та транспортних суден у бухті норвезького міста Буде. Операція пройшла вдало, американцям вдалося знищити 5 та пошкодити 7 німецьких кораблів.
2 листопада «Белфаст» у крейсерами «Норфолк» і «Кент» вийшов на прикриття конвою RA 54A, що повертався з Росії, а 15 листопада 1943 входив до складу сил прикриття конвою JW 54A, який щасно досяг Кольської затоки в середині грудня.
З 28 листопада по 2 грудня крейсер HMS «Белфаст» брав участь у далекому супроводі арктичного конвою JW 54B до радянського Мурманська й зворотного конвою RA 54B.

### Бій біля Нордкапа
20 грудня 1943 року з бухти Лох-Ю в Шотландії вийшов черговий арктичний конвой JW 55B з 19 транспортних та вантажних суден. До складу сил супроводу під командуванням віцеадмірала Б. Фрезера входили: лінкор «Герцог Йоркський», крейсери «Белфаст», «Норфолк», «Шеффілд», «Ямайка» і чотири есмінці «Саумарез», «Савідж», «Скорпіон» і норвезький «Сторд».
26 грудня 1943 року о 8:40 в умовах повної полярної ночі радар типу 273 на крейсері «Белфаст» засік сигнал по пеленгу 295° і дальністю в 32 км. Це був лінійний корабель ВМС Третього Рейху «Шарнгорст». На кораблях та суднах конвою було оголошено бойову тривогу і ескорт змінив курс прямо на кораблі противника.

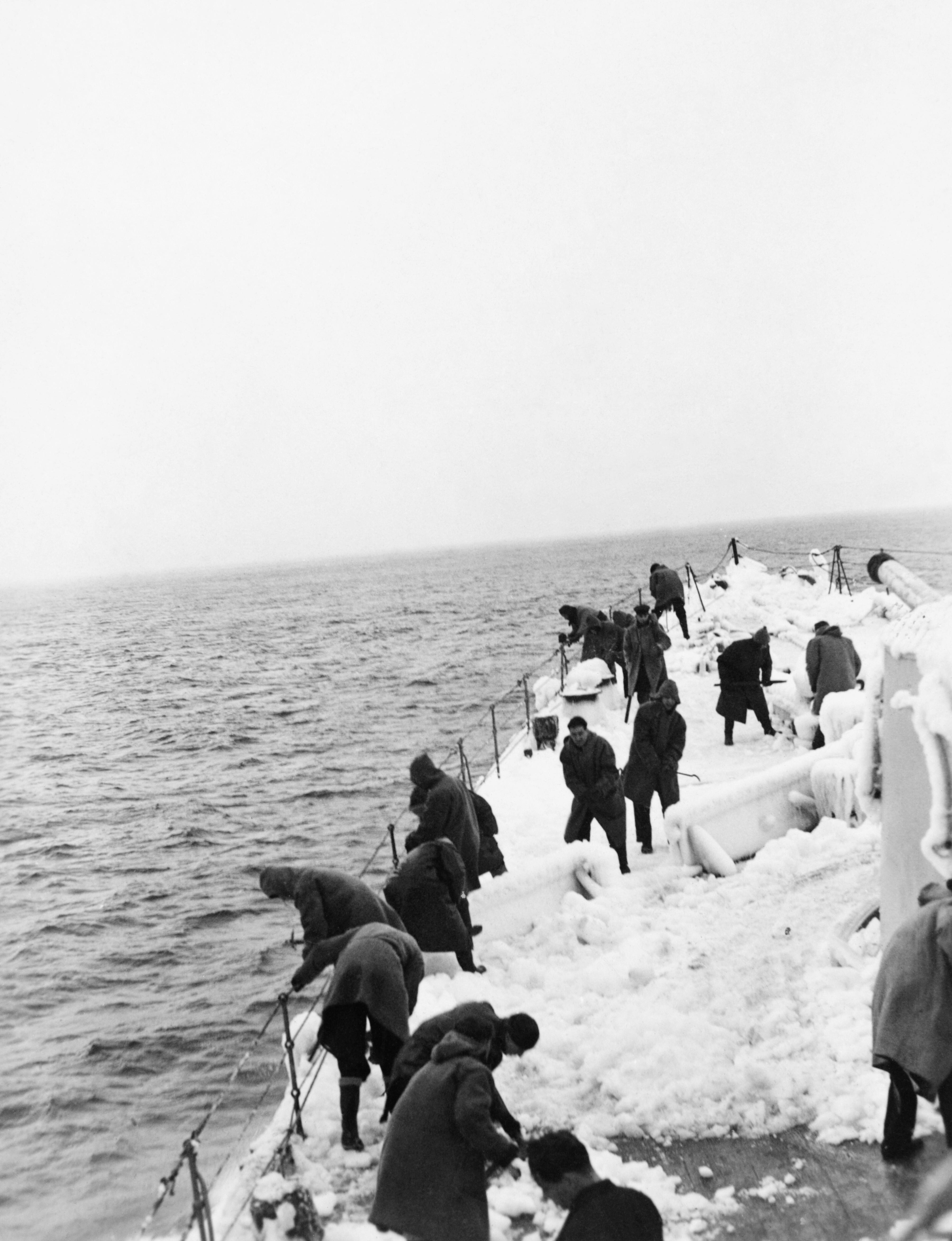
«Белфаст» під час арктичних конвоїв. Листопад 1943

О 9:15 відстань між кораблями британськими та німецькими кораблями вже становила 12 км.
О 9:24 «Белфаст» здійснив перший залп освітлювальними снарядами. Решта крейсерів також відкрили вогонь по німецькому лінкору. Одне з прямих влучень снарядів з крейсера «Норфолк» вивело з ладу носової радіолокатор на «Шарнгорсті». О 9:40 крейсери Королівських ВМС Великої Британії припинили вогонь так як ціль зникла з поля видимості.
О 12:10 на радарі крейсера «Шеффілд» знову був виявлений «Шарнгорст» по пеленгу 79° і на відстані 24,6 км. Оперативна група ВМС Великої Британії взяла курс на корабель противника. О 12:24 крейсери знову відкрили вогонь по «Шарнгорсту» з дистанції приблизно 9 км. «Белфаст» дістав прямого влучення з четвертого залпу. До 12:41 «Белфаст» здійснив 16 залпів з гармат головного калібру, з них один досяг прямого влучення у ціль. О 12:41 радар типу 284 на крейсері вийшов з ладу, і стрільба була припинена.
О 16:32 «Шарнгорст» був виявлений на радарі лінкора «Герцог Йоркський», що підійшов до місця події. О 16:47 крейсер «Белфаст» відкрив по лінкору вогонь. До 16:57 крейсер зробив сім залпів з гармат головного калібру. О 18:24 відстань до «Шарнгорста» досягла 19,5 км, через що британським кораблям довелося припинити вогонь.
О 19:15 крейсер «Белфаст» знову відкрив вогонь по лінкору «Шарнгорст» з дистанції 15,5 км. Третій залп досяг цілі двома точними влученнями. Зробивши п'ять залпів з гармат головного калібру, приблизно о 19:26, «Белфаст» з відстані близько 5,7 км випустив три торпеди з правого борту.
О 18:45 німецький лінкор «Шарнгорст» внаслідок отриманих ушкоджень від вогню кораблів противника перекинувся на правий борт і почав занурюватися під воду.
За час битви легкий крейсер «Белфаст» вніс значний внесок у перемогу британського флоту: як флагманський корабель він провадив надійне управління та координував дії решти кораблів оперативної групи, особисто зробив 38 залпів, витративши 316 снарядів калібром 152 мм, 77 снарядів калібром 102 мм і три торпеди. Яких-небудь пошкоджень за бій крейсер не отримав.

### 1944
Після бою у мису Нордкап, ескорт кораблів повернувся зі зворотнім конвоєм назад до Скапа-Флоу. 10 січня 1944 року крейсер «Белфаст» вийшов до Росайту, де екіпаж отримав короткочасну відпустку. З лютого по березня корабель продовжував нести службу у північних водах Британських островів.

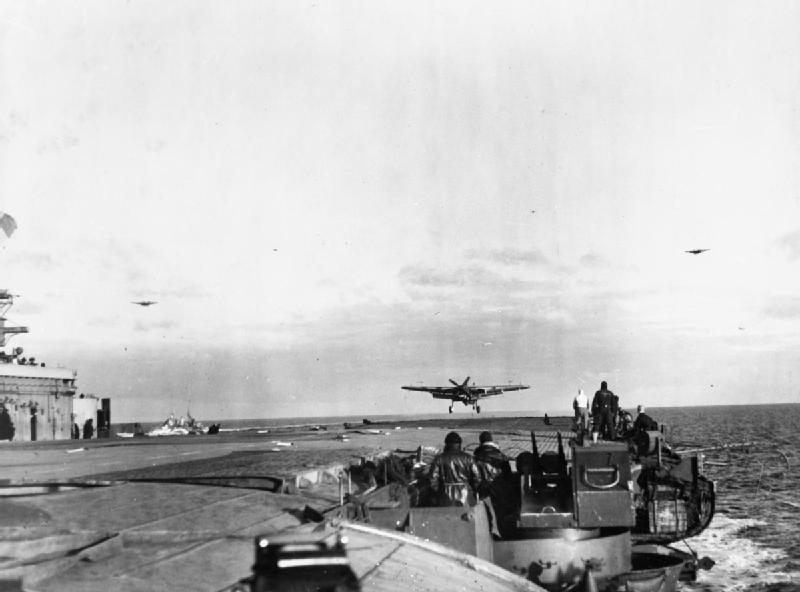
Пікіруючі бомбардувальники Fairey Barracuda сідають на палубу авіаносця «Вікторіос». «Белфаст» по правому борту корабля забезпечує прикриття. Операція «Тангстен». Квітень 1944

30 березня 1944 року він увійшов до складу сил, що готувались до проведення операції «Тангстен» — атаці палубною авіацією королівського військово-морського флоту Великої Британії німецького лінкора «Тірпіц», здійснена 3 квітня 1944 року. Британське командування побоювалося, що цей єдиний лінкор, що лишився у німців і переховувався в Алта-фіорді, після ремонту знову стане загрозою стратегічно важливим арктичним конвоям, які доставляли вантажі до Радянського Союзу. Знищення лінкора дозволило б звільнити кілька важких бойових кораблів, що дислокувалися у Північному морі для протидії «Тірпіцу». 3 квітня літаки з п'яти авіаносців завдали удару по «Тірпіцу». Британські льотчики на 42 пікіруючих бомбардувальниках Fairey Barracuda у супроводі 80 винищувачів зустріли серйозний опір німців. Й хоча п'ятнадцять авіабомб вразили ціль, німецькому лінійному кораблю не були завдані суттєвих збитків. Через два місяці він знову увійшов до строю. Втрати британців склали чотири літаки, дев'ять льотчиків загинули.
«Белфаст» повернувся до Англії й короткий час перебував на плановому ремонті в Росайті. 8 травня крейсер повернувся на головну військово-морську базу флоту, де його відвідав король Об'єднаного Королівства.
У травні 1944 року у зв'язку з підготовкою до висадки союзників у Нормандії «Белфаст» разом з крейсером «Дайадем» був включений до складу сил вторгнення та під прапором контрадмірала Ф.Далрімпл-Гамільтона очолив ударну групу сил «E», що визначалась для вогневої підтримки висадки морського десанту на плацдарми «Голд» та «Джуно». 2 червня «Белфаст» і «Дайадем» у супроводі есмінців «Ольстер» та «Очін» вийшли з району Клайда та висунулися до визначеної зони очікування до початку вторгнення. Несподівано, прем'єр-міністр В.Черчилль виявив бажання особисто бути присутнім на початку операції з висадки морського десанту на французький берег та забажав зробити це з борту «Белфаста». Категорично проти цього виступив Верховний головнокомандувач союзних військ генерал Д.Ейзенхауер та перший морський лорд сер адмірал флоту Е.Каннінгем. Їхню позицію підтримав особисто король Георг VI, тому В.Черчилль скасував цей візит.
Вторгнення, що планувалось на ранок 5 червня, через погані погодні умови відклали на 24 години й кораблі британського та американського флотів залишились у визначених районах очікування ще на одну добу. О 5:30 6 червня у відповідності до плану операції «Нептун» легкий крейсер «Белфаст» відкрив вогонь по артилерійській батареї німців у Вер-сюр-Мер і забезпечував вогневе прикриття дій десанту, доки британська піхота 19-го піхотного полку на опанувала висоту з ворожою батареєю. Після цього дня протягом багатьох діб крейсер забезпечував артилерійську підтримку канадським і британським військам, що висадились на берег Франції. Повернувшись на короткий термін до Портсмуту для поповнення боєприпасів, «Белфаст» протягом червня практично щоденно у взаємодії з лінкором «Родні», монітором «Робертс» та крейсерами «Аргонавт» і «Дайадем» підтримував союзні сухопутні підрозділи, що билися за французьке місто Кан, вогнем корабельної артилерії.
У ніч на 6 липня 1944 року крейсер стояв на якірній стоянці поблизу нормандського узбережжя, коли надійшла інформація про спробу атаки німецьких торпедних катерів S-Boot на кораблі союзників. Під прикриттям димової завіси «Белфаст» відступив від зайнятої позиції. Останні постріли на Європейському театрі війни були зроблені кораблем 8 липня за час проведення операції «Чарнвуд». Загалом за час Нормандської операції артилерія головного калібру корабля випустила 1 996 пострілів по ворожих позиціях та кораблях. 10 липня легкий крейсер «Белфаст» повернувся до ВМБ Скапа-Флоу.
З середини липня 1944 року Адміралтейство визначило його на посилення британського Тихоокеанського флоту й для підготовки до дій у спекотних тропічних умовах корабель був поставлений на плановий капітальний ремонт з глибокою модернізацією оснащення та озброєння корабля. Ремонт тривав до квітня 1945 року й на «Белфасті» були проведені роботи щодо удосконалення системи протиповітряної оборони, з огляду на загрозу застосування японською авіацією камікадзе, встановлені новітні радари типів 281B (радіолокаційна станція ППО), 293 (станція раннього виявлення надводних цілей), 274 (система керування вогнем артилерії головного калібру). Змінилась система управління та зв'язку корабля, встановлювались нові станції, прилади та пристрої, адаптувались умови мешкання членів екіпажу до тропіків.

### 1945
17 червня 1945, по завершенню війни у Європі, оновлений крейсер «Белфаст» вийшов у похід на Далекий Схід через Гібралтар, Мальту, Александрію, Порт-Саїд, Аден, Коломбо та Сідней. 7 серпня корабель прибув до порту призначення, де був визначений флагманським кораблем 2-ї крейсерської ескадри Тихоокеанського флоту Великої Британії. Під час перебування у Сіднеї, на нього додатково встановили ще п'ять 40-мм зенітних гармат «Бофорс».
Корабель увійшов до складу британської 111-ї оперативної групи флоту (англ. Task Force 111), що мала взяти участь у запланованій операції «Даунфол» — наймасштабнішій висадці морського десанту в історії. Однак, після кількох днів закулісних перемовин та невдалої спроби державного заколоту в Японській імперії, 15 серпня імператор Хірохіто по радіо звернувся до нації та оголосив про капітуляцію Японії.
Решту серпня крейсери разом з «Аргонавтом» провів у забезпеченні перевезень репатрійованих осіб, яких японські окупанти утримували в Китаї, до місць призначення.

### 1946—1950
Після завершення війни на Тихому океані «Белфаст» залишався на Далекому Сході, виконуючи безліч переходів до портів Японії, Китаю, Малайї, урешті-решт він прибув 20 серпня 1947 року до британського Портсмуту. Тут його вивели до резерву та поставили на черговий ремонт. У ході обслуговування та ремонту кораблю посилили зенітне озброєння, додавши ще дві установки «Бофорс» та модернізувавши силову установку. 22 вересня 1948 року крейсер вийшов у похід, знову ж таки на Тихий океан, однак перед тривалим відрядженням завітав до Белфаста. Наприкінці грудня він прибув на Далекий Схід, де його визначили флагманським кораблем 5-ї крейсерської ескадри та штаб-квартирою британського флоту в Китаї.
У той час Громадянська війна в Китаї була в розпачі, стосунки між колишніми союзниками по антигітлерівської коаліції бажали найкращого. У квітні 1949 року в нижній течії Янцзи сталась збройна сутичка між кораблями королівських ВМС Великої Британії та батареями народно-визвольної армії Китаю, коли британський шлюп «Аметист» потрапив у засідку. Результатом стало різке погіршення обстановки у Китаї.
«Белфаст» перебував в акваторії китайських морів до 1950 року.

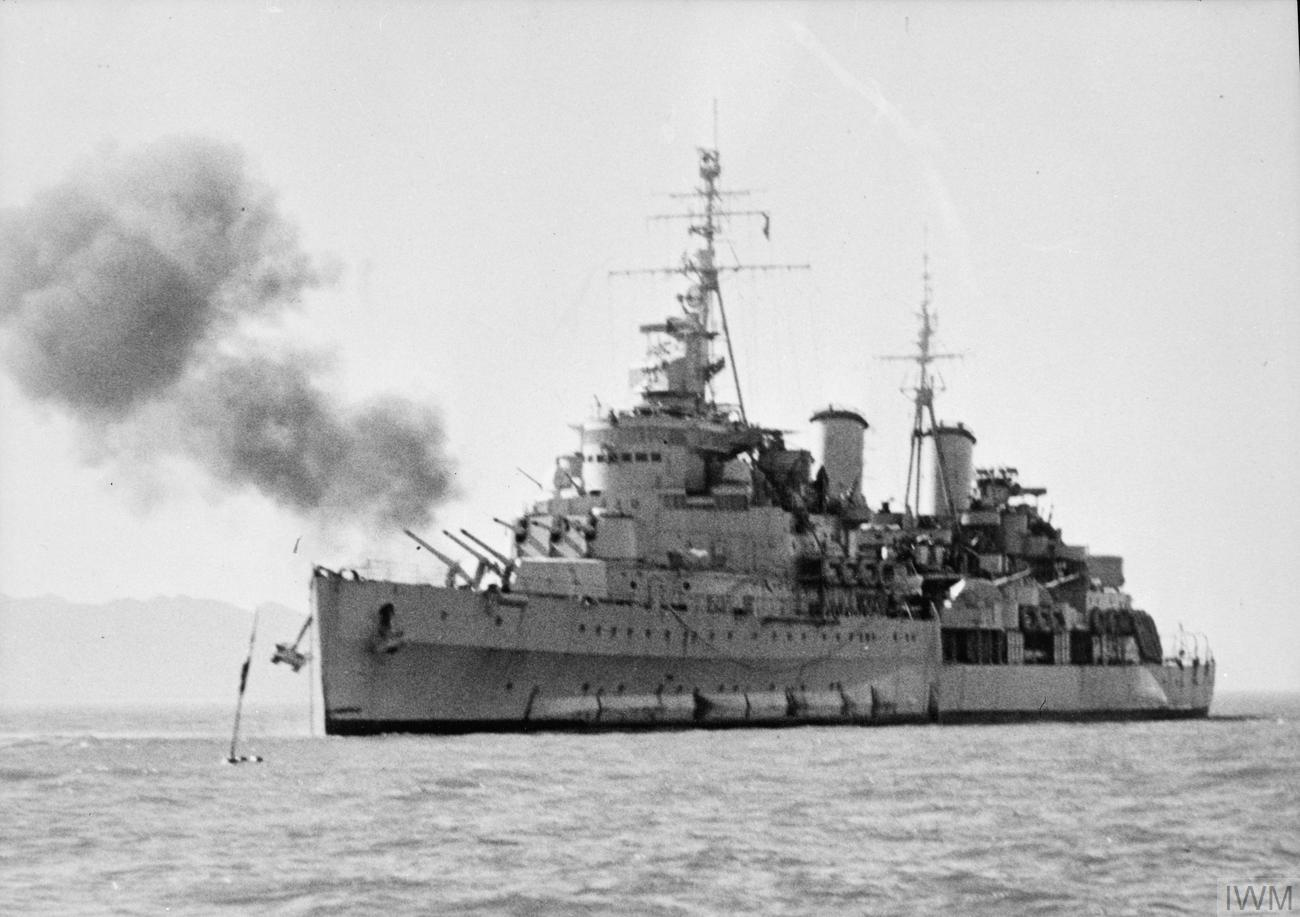
Артилерія головного калібру крейсера «Белфаст» веде вогонь по ворожих позиціях під час Корейської війни. Березень 1951

### Корейська війна
5 червня 1950 року північно-корейські війська перетнули 38-му північну паралель і атакували південну частину Кореї — почалася Корейська війна. У цей час крейсер «Белфаст» перебував з офіційним візитом у Хакодате в Японії. На засіданні ООН було прийнято рішення про підтримку армії Південної Кореї. Крейсер «Белфаст» формально входив до складу об'єднаного флоту сил союзників, так званої 77-ї оперативної групи американського флоту (англ. Task Force 77 (United States Navy), однак діяв автономно, і 3 липня підійшов до берегів Кореї.
Протягом липня-серпня залучався до патрулювання прибережних вод, базуючись на військово-морській базі в Сасебо. У лютому 1951 року «Белфаст» повернувся до берегів Північної Кореї. 6 липня 1950 крейсер відкрив вогонь по берегових позиціях армії Північної Кореї. 19 липня він з американським крейсером «Джуно» вів вогонь по берегових позиціях у північно-корейському місті Йодок, витративши 350 снарядів, 5 серпня — 252 снаряди. 6 серпня 1950 року «Цейлон» змінив крейсер «Белфаст», який попрямував до Англії на плановий ремонт корабля, звідкіля повернувся 31 січня 1951 року.
19 лютого 1951 року корабель взяв участь в обстрілі Вонсана, витративши 127 снарядів калібром 152 мм і 27 снарядів калібром 102 мм. 4 березня 1951 року «Белфаст» прикривав демонстраційну висадку десанту в гирлі річки Тедонган. Займаючись обстрілом берегових позицій, крейсер витратив 410 снарядів калібром 152 мм, 217 снарядів калібром 102 ММ, 24 освітлювальних снарядів. 1 червня крейсер «Белфаст» взяв курс на Сінгапур, де була проведена заміна всіх 12 стволів гармат головного калібру. У вересні 1951 крейсер брав участь в операції з розшуку та вивезенню реактивного винищувача МіГ-15, який розбився на узбережжі біля Інчхон.
10 жовтня 1951 крейсер «Белфаст» брав участь у масованому обстрілі Вонсана. У 1952 році корабель продовжував виконання бойових завдань з патрулювання корейського узбережжя та артилерійської підтримки своїх військ. 29 липня 1952 року під час обстрілу Вольсарі, «Белфаст» отримав пряме влучення 75-мм снарядом з берегової батареї Північної Кореї. Снаряд потрапив в носовому кубрику, один британський матрос китайського походження загинув і ще четверо дістались поранень. Це сталося єдиного разу, коли «Белфаст» був уражений вогнем противника за часів Корейської війни.
27 вересня 1952 року легкий крейсер «Белфаст» був змінений двома іншими крейсерами типу «Таун» (1936) — «Бірмінгем» та «Ньюкасл», а він попрямував до Великої Британії. Загалом за час бойових дій на Корейському півострові, корабель пройшов близько 80 000 миль у бойовій зоні й випустив по противникові більше ніж 8 000 152-мм гарматних снарядів.
4 листопада 1952 року він прибув у Чатем, а 1 грудня перейшов до Девонпорту, де був виведений до резерву флоту.

### 1953—1963
Перебування у Резерві флоту корабля було невизначеним, британський флот у післявоєнний час значно скоротив видатки на утримання, ремонт та модернізацію основного корабельного складу й економив буквально на всьому. До березня 1955 року подальша доля «Белфаста» знаходилась у підвішеному стані, ні в яких діях він участі не брав, думок по його застосуванню на майбутнє не лунало. Нарешті було прийнято рішення та з 6 січня 1956 року він прибув до корабельні на відновлення й ремонт. Однак, навіть ті роботи з удосконалення та ремонту корабля коштували британській короні у 5,5 млн фунтів стерлінгів. На «Белфасті» встановили нові подвійні зенітні установки L60 з новою системою керування вогнем корабельної артилерії, обладнали системи РХБ захисту, змінили практично усі радари на сучасні, вилучили торпедне озброєння. Втім, найзначнішим стали зміни у обладнанні нових місць для життя та відпочинку членів екіпажу. Загальним ефектом цих дій стало покращення умов проживання матросів.
12 травня 1959 року, після трьох років ремонту, легкий крейсер «Белфаст» вийшов з доків Девонпорту. 16 грудня 1959 року він прибув з офіційним візитом о Сінгапуру й більшу частку 1960—1961 років провів у навчаннях та походах в Індійському та Тихому океанах, відвідав Гонконг, Борнео, Індію, Цейлон, Австралію, Філіппіни та Японію. У грудні 1961 він взяв урочисту участь у святах, присвячених церемонії незалежності Танганьїки в Дар-ес-Саламі.

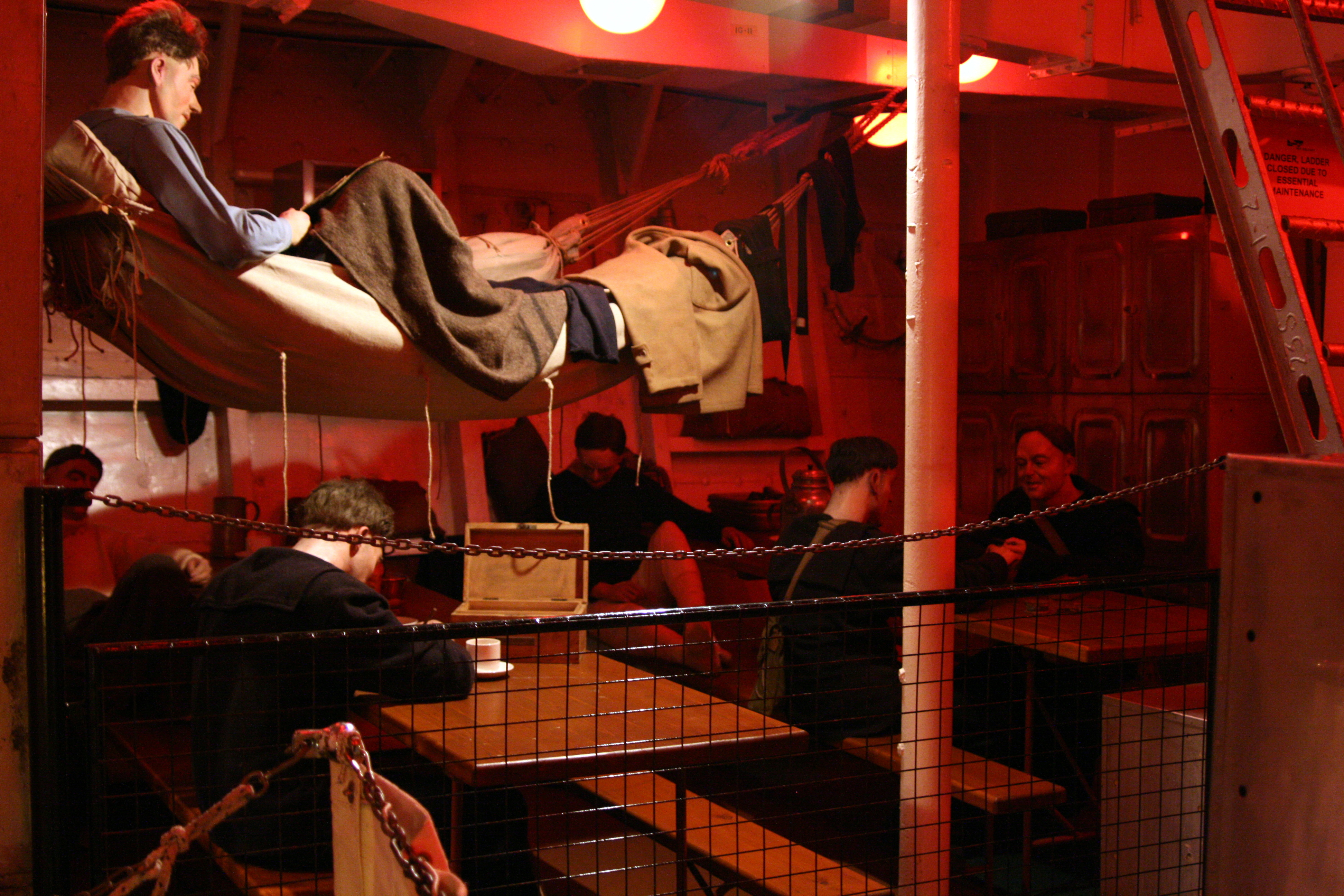
Внутрішні приміщення крейсера

26 березня 1962 року корабель вийшов у далекий похід до берегів Об'єднаного королівства, пройшов морські порти та бази в Гонконзі, на Гуамі, Перл-Гарборі, Сан-Франциско, Сіетлі, Британській Колумбії, Панамі та Тринідаді. 19 червня 1962 року «Белфаст» увійшов до Портсмута. У листопаді його підключили до останнього офіційного візиту до Белфаста, перед тим, як вивести до резерву флоту 25 лютого 1963 року. У серпні 1963 він брав участь у навчальному поході з кадетами морського коледжу, разом з 16 тральщиками резервного флоту Британії до Гібралтару, де проводились морські навчання.

### 1963—1971
24 серпня 1963 року крейсер «Белфаст» повернувся до Девонпорту, на борту бойового корабля спустили адміральський прапор та напередодні виведення його до складу кораблів дивізії резерву в Портсмуті, пройшов невеликий ремонт та технічне обслуговування. У грудні 1963 року корабель встав на якірну стоянку на Фєергам Крік (Fareham Creek) у місті Фєергам неподалік від Портсмута та був законсервований. З 1967 року Імперський воєнний музей та Національний морський музей за підтримки Міністерства оборони Великої Британії виказали зацікавленість у збереженні бойового корабля, як корабля-музею. Однак, генеральний казначей уряду не підтримав пропозиції військових та ветеранів флоту й 4 травня 1971 року віддав розпорядження про підготовку крейсера на розбраковування та злам.

### 1971—1977
Через відмову уряду фінансувати збереження крейсера, британці в ініціативному порядку заснували трастовий приватний фонд та влаштували кампанію на підтримку пропозиції щодо перетворення корабля на музейний експонат. Врешті-решт, після довгих спорів та засідань, у липні 1971 року уряд Її Величності погодився передати «Белфаст» трастовому фонду на чолі з віцеадміралом Дональдом Гібсоном, як директором. Після переміщення корабля до Лондона, 21 жовтня 1971 року у Трафальгарський день, на честь перемоги британського флоту в Трафальгарській битві, легкий крейсер «Белфаст» був відкритий для публічного відвідання, як музей. «Белфаст» став першим кораблем Королівського флоту, що був збережений для нації після нельсоновського «Вікторі» (1765).
Поява нового музею привабила велику кількість людей до історичного експонату, як моряків британського флоту, так і пересічних громадян Великої Британії. Багато патріотів у приватному порядку, компаній, комерційних структур, установ, окремих бізнесменів фінансово підтримали відновлення та удосконалення корабля-музею. Протягом перших років на крейсері були відремонтовані багато приладів, пристроїв, елементів оснащення та озброєння. На грудень 1975 року корабель відвідало 1,5 млн людей.

### 1978—по т.ч.
Однак наприкінці 1977 року фінансове становище трастового фонду «Белфаста» стало складним й Імперський воєнний музей запросив дозволу на злиття фонду з музеєм. 19 січня 1978 року державний міністр освіти та науки Ширлі Вільямс надала офіційний дозвіл на це, мотивуючи, що Белфаст унікальна демонстрація важливої фази в нашій історії та технологіях».
1 березня 1978 року корабель увійшов до складу Імперського воєнного музею на правах його складової частини.